# Spoorlijn Gau Algesheim - Bad Kreuznach
De spoorlijn Gau Algesheim - Bad Kreuznach is een Duitse spoorlijn en als DB 3512 onder beheer van DB Netze.

## Geschiedenis
Het traject tussen Gau Algesheim en Bad Kreuznach werd door de Preußische Staatseisenbahnen op 15 mei 1902 geopend.

## Aansluitingen
In de volgende plaatsen was of is er een aansluiting aan de volgende spoorlijnen:
Gau AlgesheimDB 3510, spoorlijn tussen Bingen en Mainz
aansluiting Büdesheim-DromersheimDB 3569, spoorlijn tussen aansluiting Büdesheim-Dromersheim en Bingen
Gensingen-HorrweilerDB 3560, spoorlijn tussen Worms en Gensingen-Horrweiler
Bad KreuznachDB 3511, spoorlijn tussen Bingen en Saarbrücken